# Satyria minutiflora
Satyria minutiflora är en ljungväxtart som beskrevs av A. C. Smith. Satyria minutiflora ingår i släktet Satyria och familjen ljungväxter. Inga underarter finns listade i Catalogue of Life.